# London Assembly

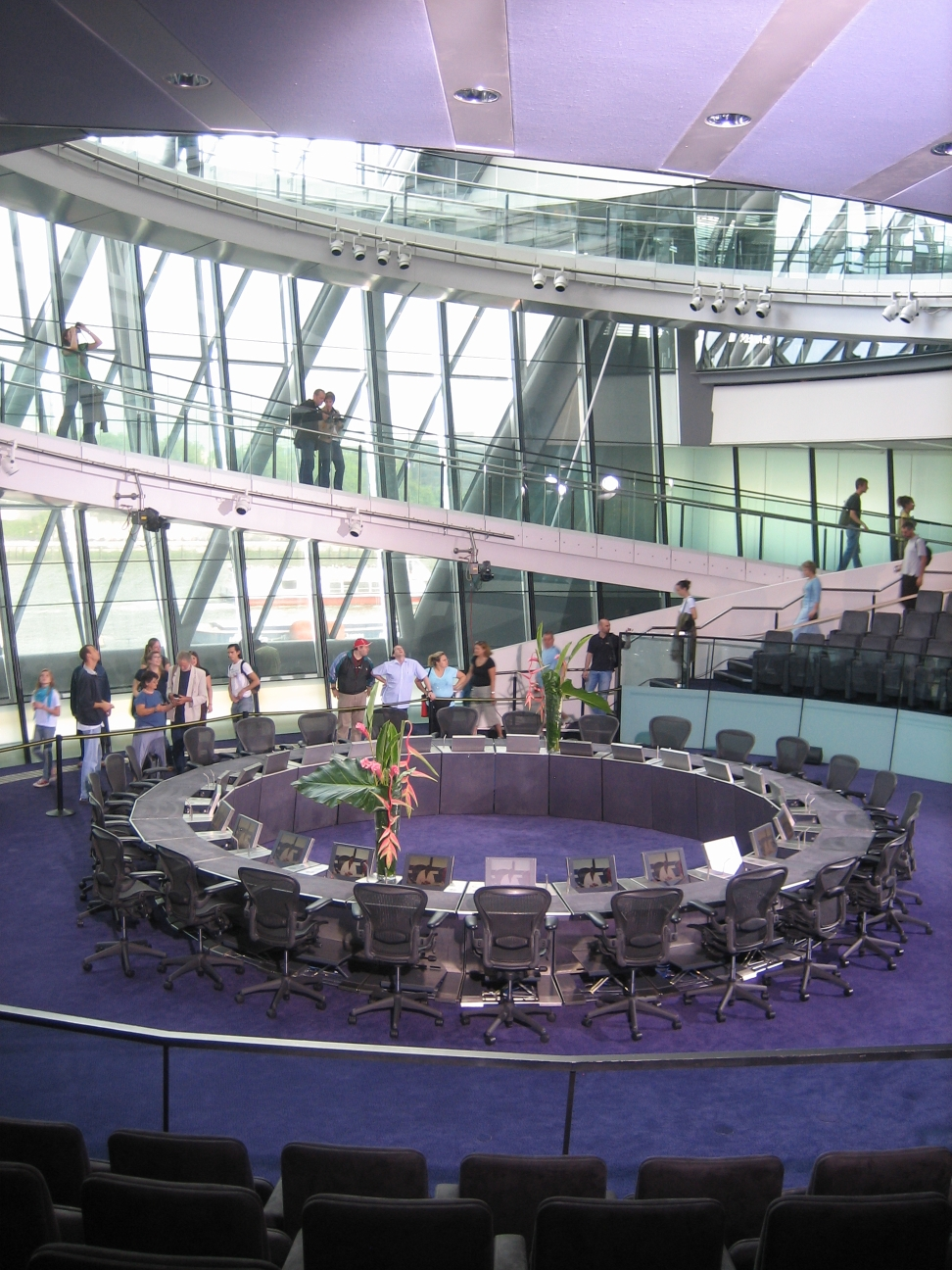
Ratssaal der London Assembly in der ehemaligen City Hall

Die London Assembly ist eine gewählte Behörde in Greater London. Sie bildet mit dem exekutiven Mayor of London die Greater London Authority und ist beauftragt, dessen Amtsgeschäfte zu überwachen, Untersuchungen durchzuführen, das Budget abzuändern und Vorschläge zu unterbreiten.

## Geschichte
Die London Assembly wurde am 3. Juli 2000 gegründet. Grundlage dieser Behörde ist der Greater London Authority Act 1999, der vom britischen Parlament verabschiedet wurde. Vorangegangen war ein Referendum am 7. Mai 1998 im künftigen Anwendungsgebiet, bei dem sich 72 % der Abstimmenden für die Einrichtung einer solchen Vertretung ausgesprochen hatten. Die Wahlbeteiligung bei diesem Referendum betrug 34,1 %.

## Wahlsystem
Die London Assembly wird mit einem gemischten Wahlverfahren gewählt, ähnlich jenem des Deutschen Bundestags. Es gibt 14 Wahlkreise, in denen jeweils ein Abgeordneter nach dem Mehrheitswahlverfahren gewählt wird. Die restlichen 11 Ratsmitglieder werden nach dem Verhältniswahlrecht bestimmt, mit Partei-Wahllisten für die ganze Stadt. Hierbei besteht eine Fünf-Prozent-Hürde. Die in den Direkt-Wahlkreisen bereits vergebenen Sitze werden im Auszählungsverfahren berücksichtigt, ohne dass sich hieraus Überhangmandate ergeben.

## Bisherige Wahlergebnisse
Bisher wurde die London Assembly sechsmal gewählt. Die folgende Tabelle zeigt die Wahlergebnisse:

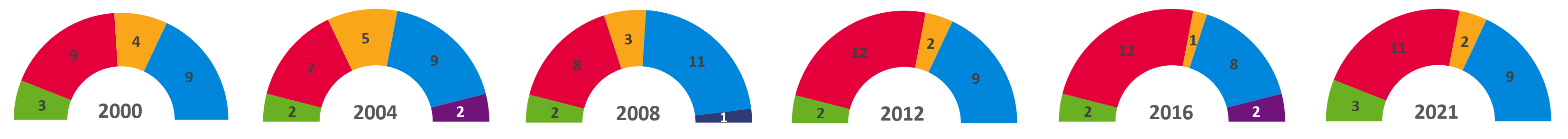
Zusammensetzung der London Assembly 2000 – 2021
,,,,,

| Partei | Partei                   | 2000 | 2004 | 2008 | 2012 | 2016 | 2021 | 2024 |
| ------ | ------------------------ | ---- | ---- | ---- | ---- | ---- | ---- | ---- |
|        | London Labour Party      | 9    | 7    | 8    | 12   | 12   | 11   | 11   |
|        | London Conservatives     | 9    | 9    | 11   | 9    | 8    | 9    | 8    |
|        | London Green Party       | 3    | 2    | 2    | 2    | 2    | 3    | 3    |
|        | London Liberal Democrats | 4    | 5    | 3    | 2    | 1    | 2    | 2    |
|        | Reform UK                | –    | –    | –    | –    | –    | 0    | 1    |
|        | UK Independence Party    | 0    | 2    | 0    | 0    | 2    | 0    | –    |
|        | British National Party   | 0    | 0    | 1    | 0    | 0    | –    | –    |

## Wahlkreiseinteilung
| Wahlbezirke der London Assembly | 1. Barnet and Camden 2. Bexley and Bromley 3. Brent and Harrow 4. City and East 5. Croydon and Sutton 6. Ealing and Hillingdon 7. Enfield and Haringey 8. Greenwich and Lewisham 9. Havering and Redbridge 10. Lambeth and Southwark 11. Merton and Wandsworth 12. North East 13. South West 14. West Central |